# Metal Slug: Super Vehicle-001

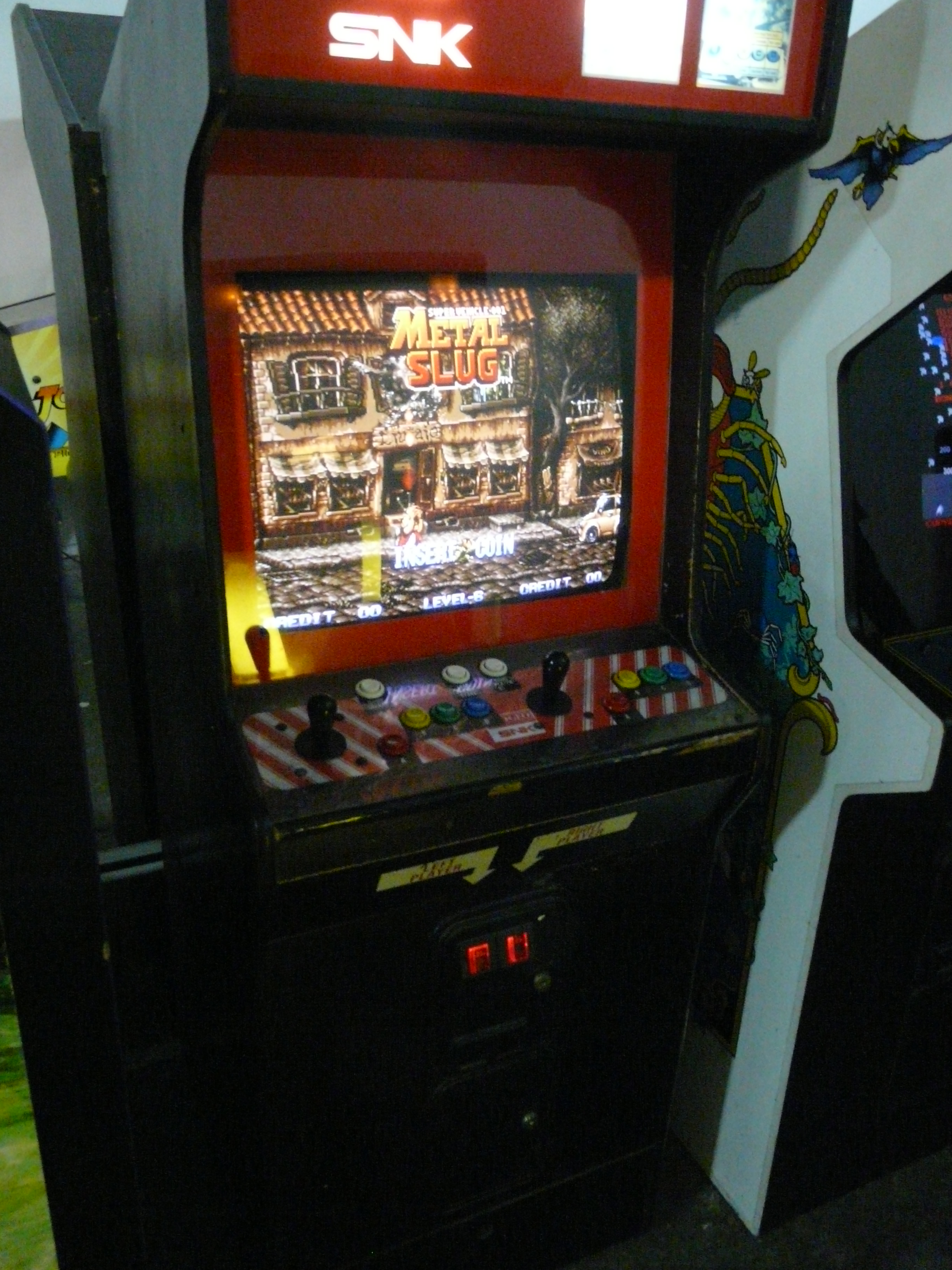
Una máquina recreativa MVS con Metal Slug.

Metal Slug o Metal Slug: Super Vehicle-001 es un videojuego Matamarcianos (Shoot 'em Up/Run and Gun) de la consola Neo-Geo creado por Nazca y distribuido por SNK. Fue creado en 1996 para la plataforma MVS. Ambientado en 2028, los jugadores asumen el rol de los soldados de la PFSF, (Peregrine Falcon Strike Forces) Marco Rossi y Tarma Roving en una guerra contra el ejército rebelde liderado por Donald Morden y fastidiar su plan de crear un nuevo orden mundial.

## Historia
Al inicio del siglo 21, dos grupos militares conocidos como "The Regular Army" (La armada regular) y "The Rebellion" (La Rebelión) están en guerra. La Armada Regular es una fuerza militar-gubernamental usada para varias tareas como mantener la paz y combatir el terrorismo. La Rebelión es un grupo formado por personas que sueñan con cambiar el gobierno mundial en uno controlado por los militares.
En el año 2026, el ejército de La Rebelión lanzó un ataque que empujó a las fueras de La Armada Regular al borde de la destrucción. Nadie esperaba esto excepto por los Rebeldes que pensaron en esos planes. La culpa estuvo mayoritariamente en las manos de los oficiales comandantes de La Armada Regular, quienes fallaron en valorar la información que el departamento de inteligencia de La Armada Regular había provisto.
Con un número superior de tropas y armas, los Rebeldes superaron a La Armada Regular en todos los aspectos. Al darse cuenta de su desventaja para poder lanzar ataques directos contra La Rebelión, La Armada Regular decidió lanzar numerosas operaciones especiales y crear ciertos vehículos para acompañar a sus comandos. No mucho tiempo después, un nuevo tanque diseñado, con nombre código "Metal Slug", fue forzado a la producción masiva. La guerra se alargó otros dos años.
Durante esos dos años, La Armada Regular ha mantenido los tanques Metal Slug resguardados en sus bases secretas con esperanzas de lanzar un ataque masivo contra los Rebeldes y terminar la guerra. Las cosas iban bien... Hasta el 2028. Las fuerzas de La Rebelión encontraron y capturaron la mayoría de las bases secretas junto con gran parte de los tanques dentro intactos. Sin esos tanques La Armada Regular no podía siquiera contar con algo de esperanza para ganar. Y con esos tanques bajo el control Rebelde, era solo cuestión de tiempo su derrota.
Con el gobierno y la milicia en la cuerda floja, el Teniente Rossi reorganiza a la mayoría de las tropas de La Armada Regular perdidas en quienes podía confiar para lanzar un contraataque desesperado. El objetivo de su misión: Recapturar los vehículos robados y usarlos contra la oposición. Y si los vehículos no pueden ser capturados, destruir cada uno de ellos.

## Jugabilidad
En Metal Slug, el jugador debe disparar constantemente contra hordas de enemigos continuas en orden para lograr llegar al final del nivel. Al final de cada nivel, el jugador debe confrontar un "Jefe" que es usualmente considerablemente más grande que los enemigos comunes y toma demasiados disparos para ser derrotado. En el camino en el nivel, el jugador obtendrá mejoras en su armamento y tanques "Metal Slug" que pueden usarse tanto para atacar como para defenderse.
Los protagonistas usan ataques cuerpo-a-cuerpo usando cuchillos o pateando. El jugador no muere simplemente al tener contacto con la mayoría de los enemigos, lo cual para ello, gran parte de las tropas enemigas tienen ataques cuerpo-a-cuerpo también. Gran parte de los escenarios del juego pueden ser afectados por la acción del juego mismo, se puede destruir prácticamente todo un nivel a disparos y explosiones de granadas. Algunas veces esto revela ítems, o mejoras de las armas extras, aunque la mayoría del tiempo sólo es daño colateral.
Durante el avance de cada nivel, el jugador encuentra varios POWs (Que se da por iniciales de: "Prissioners Of War" -Prisioneros de Guerra-). Si los POWs son liberados, el jugador puede recibir bonus en la forma de ítems al azar o armas. El jugador recibe un bonus extra en su puntuación por liberar POWs a lo largo del nivel; al final de este, el juego muestra el nombre y rango de cada POW liberado. Si el jugador muere antes de terminar el nivel, la cuenta de los POW liberados hasta ese punto es borrada.
En Metal Slug: Super Vehicle-001 hay un total de seis niveles, con temas como bosques, montañas de nieve, bases militares y ciudades destrozadas, inspirados claramente en las operaciones bélicas en Europa durante la Segunda Guerra Mundial.
La duración del juego ronda los 50 minutos, unos 7 minutos por fase.
Con la dificultad elegida tan solo cambia la velocidad y resistencia de los enemigos conservando sus animaciones y ataques mientras que el resto del juego (escenarios, tiempo, número de misiones y ending no sufren cambios).
Enemigos
La gran mayoría de los enemigos encontrados en Metal Slug son usualmente soldados, quienes tienen cierto armamento para un rol en específico. También hay un sinfín de enemigos mecanizados: Tanques, artillería móvil, aérea, transportadores armados de milicia entre otros muchos de estos son réplicas de modelos reales que operaron en la Segunda Guerra Mundial, como el Flying Tara inspirado en el caza alemán Focke Wulf FW-190. También se encuentran otros enemigos: en todo el juego hay 26 modelos de enemigos.
Mucho del humor del juego viene de las expresiones de los enemigos en si. El jugador los encontrará en diversas ocasiones en diversas situaciones: Tomando baños de sol, asando comida en una fogata, o conversando con otros soldados.

## Personajes
- Marco Rossi
- Tarma Roving